# Aeródromo de Bahía Fox
El Aeródromo de Bahía Fox (del inglés: Fox Bay Landing Strip) (IATA: ? - OACI: SFFB) es un aeródromo conformado por pistas aéreas utilizadas por aviones Islander del Servicio Aéreo del Gobierno de las Islas Malvinas con destino al aeropuerto de Puerto Argentino/Stanley. Se ubica cerca del asentamiento de Bahía Fox, en la isla Gran Malvina, islas Malvinas.